# Theridion hassleri
Theridion hassleri är en spindelart som beskrevs av Claude Lévi 1963. Theridion hassleri ingår i släktet Theridion och familjen klotspindlar. Inga underarter finns listade i Catalogue of Life.